# سرگذشت زنوبلید
سرگذشت زنوبلید که در ژاپن با عنوان زنوبلید (به ژاپنی: ゼノブレイド Zenobureido) شناخته می‌شود، یک بازی ویدئویی در سبک نقش‌آفرینی اکشن است که توسط مانولیت سافت توسعه یافته و به‌وسیلهٔ نینتندو برای کنسول وی منتشر شده‌است. این بازی ابتدا در ژوئن ۲۰۱۰ در ژاپن منتشر شد و سپس در سال ۲۰۱۱ در اروپا و نهایتاً در آوریل ۲۰۱۲ در آمریکای شمالی عرضه شد. یک نسخه سازگاز شده از این بازی نیز در آوریل ۲۰۱۵ برای کنسول بازی دستی نینتندو ۳دی‌اس نو منتشر شد. نسخه بازسازی شده برای کنسول نینتندو سوئیچ نیز در تاریخ ۲۹ مه ۲۰۲۰ در دسترس قرار گرفت. دنباله‌ای معنوی برای این بازی با عنوان سرگذشت زنوبلید X در سال ۲۰۱۵، برای کنسول وی یو به بازار عرضه شد.